# Osekovo
Osekovo es una localidad de Croacia en el municipio de Popovača, condado de Sisak-Moslavina.

## Geografía
Se encuentra a una altitud de 106 m s. n. m. a 70,3 km de la capital nacional, Zagreb.

## Demografía
En el censo 2011, el total de población de la localidad fue de 852 habitantes.